# Liste des films colombiens sortis dans les années 1980
Cette liste répertorie les longs-métrages du cinéma colombien concernant la fiction, l'animation et les documentaires sortis dans les années 1980.
| Type         | Titre original                                         | Titre français                             | Réalisateur                            | Année |
| ------------ | ------------------------------------------------------ | ------------------------------------------ | -------------------------------------- | ----- |
| Documentaire | Amazonas, infierno y paraíso                           | -                                          | Rómulo Delgado                         | 1980  |
| Fiction      | Amor ciego                                             | -                                          | Gustavo Nieto Roa                      | 1980  |
| Fiction      | Área maldita                                           | -                                          | Jairo Pinilla Téllez                   | 1980  |
| Fiction      | Cien años de infidelidad                               | -                                          | Eduardo Sáenz                          | 1980  |
| Documentaire | Drogombia                                              | -                                          | Diego León Giraldo                     | 1980  |
| Fiction      | El inmigrante latino                                   | -                                          | Gustavo Nieto Roa                      | 1980  |
| Fiction      | El lado oscuro del nevado                              | -                                          | Pascual Guerrero                       | 1980  |
| Fiction      | Reencuentro                                            | -                                          | Jorge Sáenz Calero                     | 1980  |
| Fiction      | Remolino sangriento                                    | -                                          | Jorge Gaitán Gómez, Roberto Montero    | 1980  |
| Fiction      | Taxi negro                                             | -                                          | José Delfos                            | 1980  |
| Fiction      | Tiempo para amar                                       | -                                          | Manuel José Álvarez                    | 1980  |
| Fiction      | 27 horas con la muerte                                 | -                                          | Jairo Pinilla Téllez                   | 1981  |
| Fiction      | Amenaza nuclear                                        | -                                          | Jacques Osorio                         | 1981  |
| Fiction      | Canaguaro                                              | -                                          | Dunav Kuzmanich                        | 1981  |
| Fiction      | Fuga                                                   | -                                          | Nello Rossati                          | 1981  |
| Fiction      | Holocausto caníbal                                     | Cannibal Holocaust                         | Ruggero Deodato                        | 1981  |
| Fiction      | La abuela                                              | -                                          | Leopoldo Pinzón                        | 1981  |
| Fiction      | La muerte es un buen negocio                           | -                                          | Antonio Montaña                        | 1981  |
| Fiction      | Las cuatro edades del amor                             | -                                          | Alberto Giraldo Castro, Mario Mitrotti | 1981  |
| Fiction      | Ahora mis pistolas hablan                              | -                                          | Rómulo Delgado                         | 1982  |
| Fiction      | Así va                                                 | -                                          | Jorge Echeverri                        | 1982  |
| Fiction      | Ayer me echaron del pueblo                             | -                                          | Jorge Gaitán Gómez                     | 1982  |
| Fiction      | Contaminacíon peligro mortal [Alíen llega a la Tierra] | -                                          | Lewis Coates                           | 1982  |
| Fiction      | El manantial de las fieras                             | -                                          | Ramiro Meléndez                        | 1982  |
| Fiction      | El último asalto                                       | -                                          | Ramiro Meléndez                        | 1982  |
| Fiction      | Kapax del Amazonas                                     | -                                          | Miguel Ángel Rincón                    | 1982  |
| Fiction      | La agonía del difunto                                  | -                                          | Dunav Kuzmanich                        | 1982  |
| Fiction      | La noche infernal                                      | -                                          | Rittner Bedoya                         | 1982  |
| Documentaire | Nuestra voz de tierra, memoria y futuro                | -                                          | Marta Rodríguez, Jorge Silva           | 1982  |
| Fiction      | Padre por accidente                                    | -                                          | Manuel Busquets                        | 1982  |
| Fiction      | Pura sangre                                            | -                                          | Luis Ospina                            | 1982  |
| Fiction      | Tacones                                                | -                                          | Pascual Guerrero                       | 1982  |
| Fiction      | Carne de tu carne                                      | -                                          | Carlos Mayolo                          | 1983  |
| Animation    | Cristobal Colón                                        | -                                          | Fernando Laverde                       | 1983  |
| Fiction      | El escarabajo                                          | -                                          | Lisandro Duque Naranjo                 | 1983  |
| Fiction      | La virgen y el fotógrafo                               | -                                          | Luis Alfredo Sánchez                   | 1983  |
| Fiction      | Pepos                                                  | -                                          | Jorge Aldana                           | 1983  |
| Documentaire | Visa de residencia                                     | Visa de long séjour                        | Carlos Marciales                       | 1983  |
| Fiction      | Ajuste de cuentas                                      | -                                          | Dunav Kuzmanich                        | 1984  |
| Fiction      | Ay hombe                                               | -                                          | Daniel Bautista                        | 1984  |
| Fiction      | Caín                                                   | -                                          | Gustavo Nieto Roa                      | 1984  |
| Documentaire | Carnaval del diablo                                    | -                                          | Jorge Ruiz Ardila, Gloria Triana       | 1984  |
| Documentaire | Colombia                                               | -                                          | Manuel Franco Posse                    | 1984  |
| Fiction      | Cóndores no entierran todos los días                   | Les condors n'enterrent pas tous les jours | Francisco Norden                       | 1984  |
| Fiction      | Con su musica a otra parte                             | -                                          | Camila Loboguerrero                    | 1984  |
| Fiction      | Erotikón                                               | -                                          | Ramiro Meléndez                        | 1984  |
| Documentaire | Farnofelia curramberra                                 | -                                          | Jorge Ruiz Ardila, Gloria Triana       | 1984  |
| Fiction      | La fuerza del deseo                                    | -                                          | Aldo Sambrell                          | 1984  |
| Fiction      | Los elegidos                                           | -                                          | Sergio Soloviev                        | 1984  |
| Documentaire | Los emberá                                             | -                                          | Roberto Triana Arenas                  | 1984  |
| Fiction      | Que pase el aserrador                                  | -                                          | Victor Gaviria                         | 1984  |
| Fiction      | Triángulo de oro (la isla fantasma)                    | -                                          | Jairo Pinilla Téllez                   | 1984  |
| Fiction      | Bonaparte investigador privado                         | -                                          | James Pasternak                        | 1985  |
| Documentaire | Cerro nariz, la aldea proscrita                        | -                                          | Gloria Triana, Jorge Ruiz Ardila       | 1985  |
| Fiction      | El día de las Mercedes                                 | -                                          | Dunav Kuzmanich                        | 1985  |
| Documentaire | El país de los Wayuu                                   | -                                          | Beatriz Barros, Fernando Vélez         | 1985  |
| Fiction      | Extraña regresión                                      | -                                          | Jairo Pinilla Téllez                   | 1985  |
| Documentaire | La guerra del centavo                                  | -                                          | Ciro Durán                             | 1985  |
| Documentaire | Los sabores de mi porro                                | -                                          | Gloria Triana, Jorge Ruiz Ardila       | 1985  |
| Documentaire | Los últimos juglares y el nuevo rey                    | -                                          | Gloria Triana, Jorge Ruiz Ardila       | 1985  |
| Fiction      | Oro blanco, droga maldita (Ángeles de oro blanco)      | -                                          | Ramiro Meléndez                        | 1985  |
| Documentaire | Ser nazareno no es cualquier cosa                      | -                                          | Gloria Triana, Jorge Ruiz Ardila       | 1985  |
| Fiction      | Tiempo de morir                                        | -                                          | Jorge Alí Triana                       | 1985  |
| Fiction      | A la salida nos vemos                                  | -                                          | Carlos Palau                           | 1986  |
| Documentaire | Andrés Caicedo : unos pocos buenos amigos              | -                                          | Luis Ospina                            | 1986  |
| Documentaire | Armero : crónica de una tragedia                       | -                                          | Juan Guillermo Garcés Restrepo         | 1986  |
| Documentaire | Ceremonia del Benkuna                                  | -                                          | Jaime Osorio Gómez, Mauricio Pardo     | 1986  |
| Fiction      | De mujer a mujer                                       | -                                          | Mauricio Walerstein                    | 1986  |
| Documentaire | El oro de María del pardo                              | -                                          | Diego García Moreno                    | 1986  |
| Fiction      | El tren de los pioneros                                | -                                          | Leonel Gallego                         | 1986  |
| Fiction      | La agonía del difunto                                  | -                                          | Julio Luzardo                          | 1986  |
| Fiction      | La boda del acordeonista                               | -                                          | Luís Fernando Pacho Bottía             | 1986  |
| Fiction      | La llamada fatal                                       | -                                          | Julio Luzardo                          | 1986  |
| Fiction      | La mansión de Araucaima                                | -                                          | Carlos Mayolo                          | 1986  |
| Documentaire | La nariz de fuego                                      | -                                          | Juan Guillermo Garcés Restrepo         | 1986  |
| Fiction      | La recompensa                                          | -                                          | Manuel Franco Posse                    | 1986  |
| Fiction      | Mariposas S.A.                                         | -                                          | Dunav Kuzmanich                        | 1986  |
| Documentaire | Pedro Flórez llanero, músico y ex-guerrillero          | -                                          | Gloria Triana                          | 1986  |
| Fiction      | Pisingaña                                              | -                                          | Leopoldo Pinzón                        | 1986  |
| Fiction      | San Antoñito                                           | -                                          | Pepe Sánchez                           | 1986  |
| Documentaire | Una escuela, una vida, una lucha                       | -                                          | Gloria Triana                          | 1986  |
| Fiction      | Visa USA                                               | -                                          | Lisandro Duque Naranjo                 | 1986  |
| Documentaire | Antonio María Valencia : Música en cámara              | -                                          | Luis Ospina                            | 1987  |
| Documentaire | Colombia rebelión y amnistía 1944-1986                 | -                                          | Manuel Franco Posse                    | 1987  |
| Fiction      | Con el corazón en la mano                              | -                                          | Mauricio Walerstein                    | 1987  |
| Fiction      | Crónica de una muerte anunciada                        | Chronique d'une mort annoncée              | Francesco Rosi                         | 1987  |
| Documentaire | Droga, viaje sin regreso                               | -                                          | Stelvio Massi                          | 1987  |
| Fiction      | El cristo de espaldas                                  | -                                          | Jorge Alí Triana                       | 1987  |
| Fiction      | El día que me quieras                                  | -                                          | Sergio Dow                             | 1987  |
| Fiction      | El embajador de la India                               | -                                          | Mario Ribero Ferreira                  | 1987  |
| Fiction      | El niño y el Papa                                      | -                                          | Rodrigo Castaño Valencia               | 1987  |
| Fiction      | Historias del negrito aquel                            | -                                          | Jorge Luis Pérez Valencia              | 1987  |
| Fiction      | Los tres jinetes del apocalipsis                       | -                                          | Sergio Cabrera                         | 1987  |
| Fiction      | Mi alma se la dejo al diablo                           | -                                          | Andrés Agudelo Restrepo                | 1987  |
| Fiction      | Milagro en roma                                        | -                                          | Lisandro Duque Naranjo                 | 1987  |
| Fiction      | Profundo                                               | -                                          | Antonio Llerandi                       | 1987  |
| Documentaire | Amor, mujeres y flores                                 | -                                          | Marta Rodríguez, Jorge Silva           | 1988  |
| Fiction      | El camaleón                                            | -                                          | Bernardo Romero Pereiro                | 1988  |
| Documentaire | La conquista del cielo colombiano                      | -                                          | Manuel Franco Posse                    | 1988  |
| Fiction      | Técnicas de duelo                                      | -                                          | Sergio Cabrera                         | 1988  |
| Documentaire | Buscando la vida                                       | -                                          | Felipe Paz                             | 1989  |
| Documentaire | La ley del monte                                       | -                                          | Patricia Castaño, Adelaida Trujillo    | 1989  |
| Animation    | Martín Fierro                                          | -                                          | Fernando Laverde                       | 1989  |
| Fiction      | Maten al León                                          | -                                          | Jorge Alí Triana                       | 1989  |
| Fiction      | Mujer de fuego                                         | -                                          | Mario Mitrotti                         | 1989  |
| Documentaire | Protagonistas                                          | -                                          | Carlos Ronderos Torres                 | 1989  |
| Documentaire | Slapstick : la comedia muda norteamericana             | -                                          | Luis Ospina                            | 1989  |
| Documentaire | Tres ciudades intermedias                              | -                                          | Álvaro Chávez Zapata                   | 1989  |
| Fiction      | Un cuarto para las tres                                | -                                          | Bernardo Romero Pereiro                | 1989  |